# 天主教武昌教区
天主教武昌教區（拉丁語：Dioecesis Uciamensis）是羅馬天主教在中國湖北省武昌區設立的一個教區，屬於漢口教省。
2000年年初，中国天主教爱国会、中國天主教主教團以原汉口总主教区、武昌教区、汉阳教区，新置武汉教区。

## 概況
1946年4月11日，聖座在中國設立聖統制，武昌宗座代牧區升格為武昌教區，屬於漢口教省。
1950年，武昌教區信徒人數為11,274人、25位司鐸、4位修士和23位修女。教座位於武漢市武昌區花園山聖家主教座堂。教區自1970年郭時濟主教去世後，教區一直處於教座出缺狀態。

## 歷史
武昌教區原是湖北東境代牧區的一部分，由方濟各會負責管理。1923年12月12日，湖北東境代牧區被分設為漢口宗座代牧區、漢陽宗座監牧區和武昌宗座監牧區。武昌宗座監牧區由美國籍方濟會會士負責管理，首任宗座監牧為艾原道主教。監牧區管理武昌、咸寧、通山、鄂城、大冶、陽新等縣城教務。
1930年5月31日，武昌宗座監牧區升格為武昌宗座代牧區。1940年10月25日，艾原道主教去世。1941年11月24日，美籍波蘭裔方濟會會士郭時濟接任第二任宗座監牧。
同年12月太平洋戰爭爆發，美國對日本宣戰。郭主教的行動受到日軍的日益處嚴密監視。1943年2月，日軍將郭主教以及所有美籍神職人員和會士以“敵國僑民”身份捕捉，關押在上海傳教士集中營。武昌傳代牧區教務由國籍司鐸周行愚代理。1945年8月日本投降，郭主教及其他會士獲釋，由上海返到武昌。

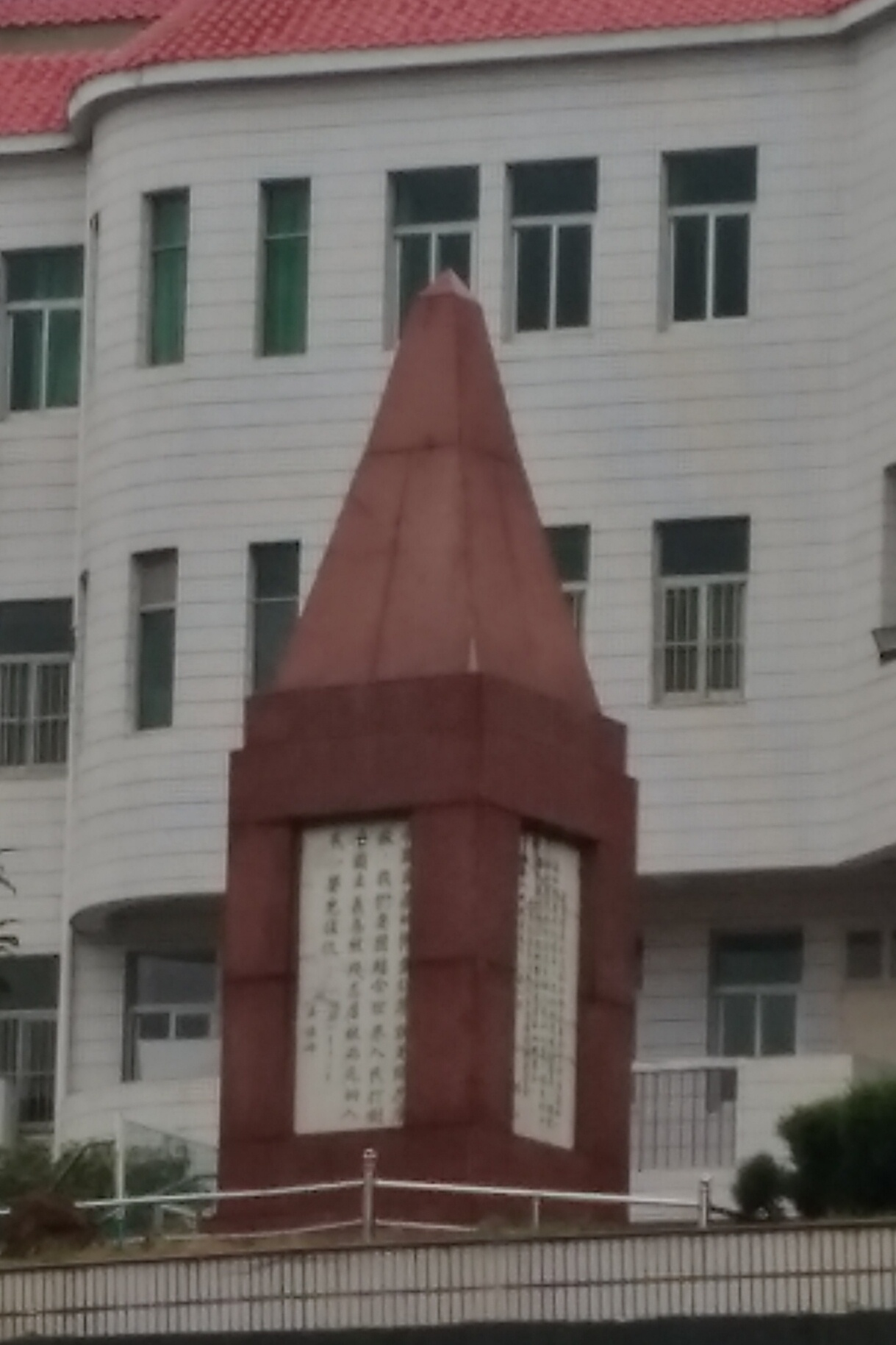
政府聲稱教區轄下育嬰堂虐殺1,600名嬰兒

1946年4月11日，聖座決定在中國實行聖統制，武昌宗座代牧區升為武昌教區。1949年10月1日，中國共產黨在中國大陸地區建立中華人民共和國，並開始針對天主教進行宗教迫害及打壓。1951年4月26日，武漢市政府聲稱收到家屬及職工舉報，教區轄下的花園山育嬰堂過去虐殺了16,000名嬰兒。同年5月26日政府拘捕郭主教，6月4日再接管教區轄下花園山育嬰堂。1952年1月，武漢市人大決定在花園山修建花園山死難嬰兒紀念墓。1953年8月22日，武漢市中級人民法院判處郭主教有期徒刑5年，其後將郭主教及其他外國傳教士驅逐出境。
郭主教被捕前，先後任命華籍史憲璋神父、趙心耕神父和蔣蘇神父為教區署理，繼續管理教區。但是，他們因為忠於教宗，拒絕聽從中共及加入愛國會，而被捕及坐監和進入勞改營。其中，1954年1月17日政府以「美國戰略特務」罪名逮捕教區署理史憲章，後被迫害至死。
1958年3月19日，在中國政府控制組織愛國會的推行和政府強迫下，武昌教區未獲教宗准許，擅自選出選袁文華為教區第三任主教，同月，武昌教區向梵蒂岡上報自選和即將自聖袁文華。3月28日，梵蒂岡先後回復自選無效，祝聖者及被祝聖者將被絕罰。4月13日，董光清和袁文華非法自選自聖。事後，聖座宣告不承認其教區主教及將其絕罰。
1970年11月27日，郭主教在美國去世，教區自始一直處於教座出缺狀態。
文化大革命期間，所有宗教活動停止，主教座堂被強佔為工廠，主教座堂遭到嚴重毀壞，與政府合作的袁主教也未能倖免，被劃為右派批鬥迫害至死。直到1983年10月教堂才恢復開放。2000年，中國天主教愛國會未經聖座准許，擅自將漢口教省的武昌教區、漢陽教區和漢口總教區合併為武漢教區。

## 教堂
- 武昌花園山聖家主教座堂

主教座堂位於武漢市武昌區，建於1889年。1862年，湖北宗座代牧明位篤主教將主教府及總修院遷到當時的省會武昌花園山。1951年，中國政府以「花園山育嬰堂事件」為由拘捕郭時濟主教。文化大革命期間，主教座堂被強佔為工廠，內部設施以及內外建築裝飾遭到嚴重毀壞。1983年10月，主教座堂修復完成，恢復宗教活動。

## 歷任主教

### 武昌宗座監牧
- 艾原道主教, O.F.M.（1925年7月17日-1930年5月31日）：美國籍[6]

### 武昌宗座代牧
- 艾原道主教, O.F.M.（1930年5月31日-1940年10月25日）：美國籍
- 郭時濟主教, O.F.M.（1941年11月24日-1946年4月11日)）：美國籍[7]

### 武昌主教
- 郭時濟主教, O.F.M.（1946年4月11日-1970年11月27日)）：美國籍
  - 袁文華神父, O.F.M.（1958年4月13日-1973年1月）：非法自選自聖，未獲教宗赦免。[8]
  - 教區署理史憲璋神父
  - 教區署理趙心耕神父
  - 教區署理蔣蘇神父
- 教座出缺（1970年-現在）